# Дансіт (Північна Дакота)
Дансіт (англ. Dunseith) — місто (англ. city) в США, в окрузі Ролетт штату Північна Дакота. Населення — 632 особи (2020).

## Географія
Дансіт розташований за координатами 48°48′47″ пн. ш. 100°3′45″ зх. д. / 48.81306° пн. ш. 100.06250° зх. д. (48.813027, -100.062425).  За даними Бюро перепису населення США в 2010 році місто мало площу 2,59 км², уся площа — суходіл.

## Демографія
Згідно з переписом 2010 року, у місті мешкали 773 особи в 274 домогосподарствах у складі 170 родин. Густота населення становила 298 осіб/км².  Було 299 помешкань (115/км²).
Расовий склад населення:
| - 79,6 % — корінних американців - 15,0 % — білих - 0,9 % — чорних або афроамериканців |

До двох чи більше рас належало 4,1 %. Частка іспаномовних становила 2,2 % від усіх жителів.
За віковим діапазоном населення розподілялося таким чином: 35,8 % — особи молодші 18 років, 52,0 % — особи у віці 18—64 років, 12,2 % — особи у віці 65 років та старші. Медіана віку мешканця становила 27,4 року. На 100 осіб жіночої статі у місті припадало 96,7 чоловіків;  на 100 жінок у віці від 18 років та старших — 92,2 чоловіків також старших 18 років.
Середній дохід на одне домашнє господарство  становив 31 007 доларів США (медіана — 22 000), а середній дохід на одну сім'ю — 27 680 доларів (медіана — 18 846). За межею бідності перебувало 52,2 % осіб, у тому числі 69,5 % дітей у віці до 18 років та 27,1 % осіб у віці 65 років та старших.
Цивільне працевлаштоване населення становило 240 осіб. Основні галузі зайнятості: освіта, охорона здоров'я та соціальна допомога — 38,3 %, роздрібна торгівля — 21,7 %, мистецтво, розваги та відпочинок — 11,3 %, виробництво — 6,7 %.